# Букура
Букура (рум. Bucura) — ледниковое цирковое озеро, расположенное в горах нацпарка Ретезат в Румынии. Оно расположено к югу от главного хребта, на базе Пика Пелега, на высоте около 2040 м.
Это самое крупное ледниковое озеро в Румынии, площадью более 10,5 гектар. Длина береговой линии 1390 м. Максимальная глубина 15,5 м, а объём 625000 м³.